# Hans Ussing

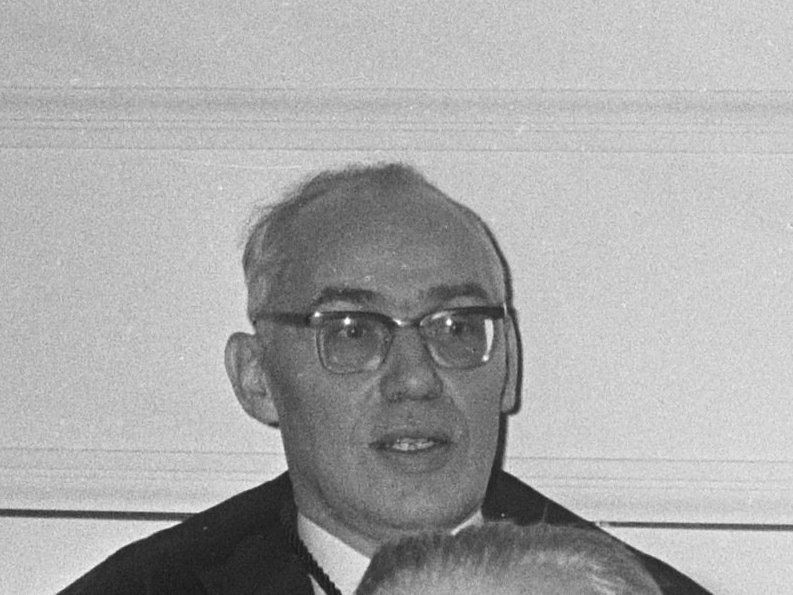
Hans Ussing (Löwen, 1967)

Hans Henriksen Ussing (* 30. Dezember 1911 in Sorø Akademi; † 22. Dezember 2000 in Herlev Hospital, Kopenhagen) war ein dänischer Zoologe. Er wurde durch die Erfindung der Ussingkammer bekannt. In den frühen 1950er beschrieb er als Erster den Ionentransport durch die Haut von Lurchen.
Sein Vater Henrik Ussing, ein führender Volkskundler, war Dozent und Historiker an der Sorø Akademi, seine Mutter Jutta geborene Hansen war ebenfalls Lehrerin. 1929 machte er an der Akademie sein Abitur mit Auszeichnung.
Er studierte an der Universität von Kopenhagen Biologie und Geografie. Er belegte außerdem Vorlesungen bei J. N. Brønsted in physikalischer Chemie. 1934 machte er seinen Master ebenfalls mit Auszeichnung.
Zu Beginn seiner Laufbahn untersuchte Ussing auf der Expedition von Lauge Koch das Zooplankton in Ostgrönland. Anhand dieses Materials entstand 1938 seine Doktorarbeit. Seit 1935 arbeitete er am Institut seines Doktorvaters August Krogh.
Zur gleichen Zeit untersuchten August Krogh, George de Hevesy und Niels Bohr Möglichkeiten künstliche Radioisotope zum Erkunden des Stoffwechseltransports in lebenden Organismen. Ussing konnte den aktiven Transport von Natrium-Ionen durch die Zellmembran entgegen dem osmotischen Druck nachweisen. Dadurch gelangen weitere Fortschritte bei der Untersuchung des Darmes, der Nieren und der Atmung durch Biologen und Mediziner.
1967 wurde Ussing in die American Academy of Arts and Sciences gewählt, 1980 in die National Academy of Sciences. 1970 wurde er mit dem Amory Prize der American Academy of Arts and Sciences ausgezeichnet.
1940 heiratete er Annemarie Fuchs, mit der er zwei Kinder hatte.